# Roskildegårds län
Roskildegårds län var ett danskt län fram till 1662. Det bestod av Voldborgs, Sømme, Tune och Ramsø härader.